# Дарен

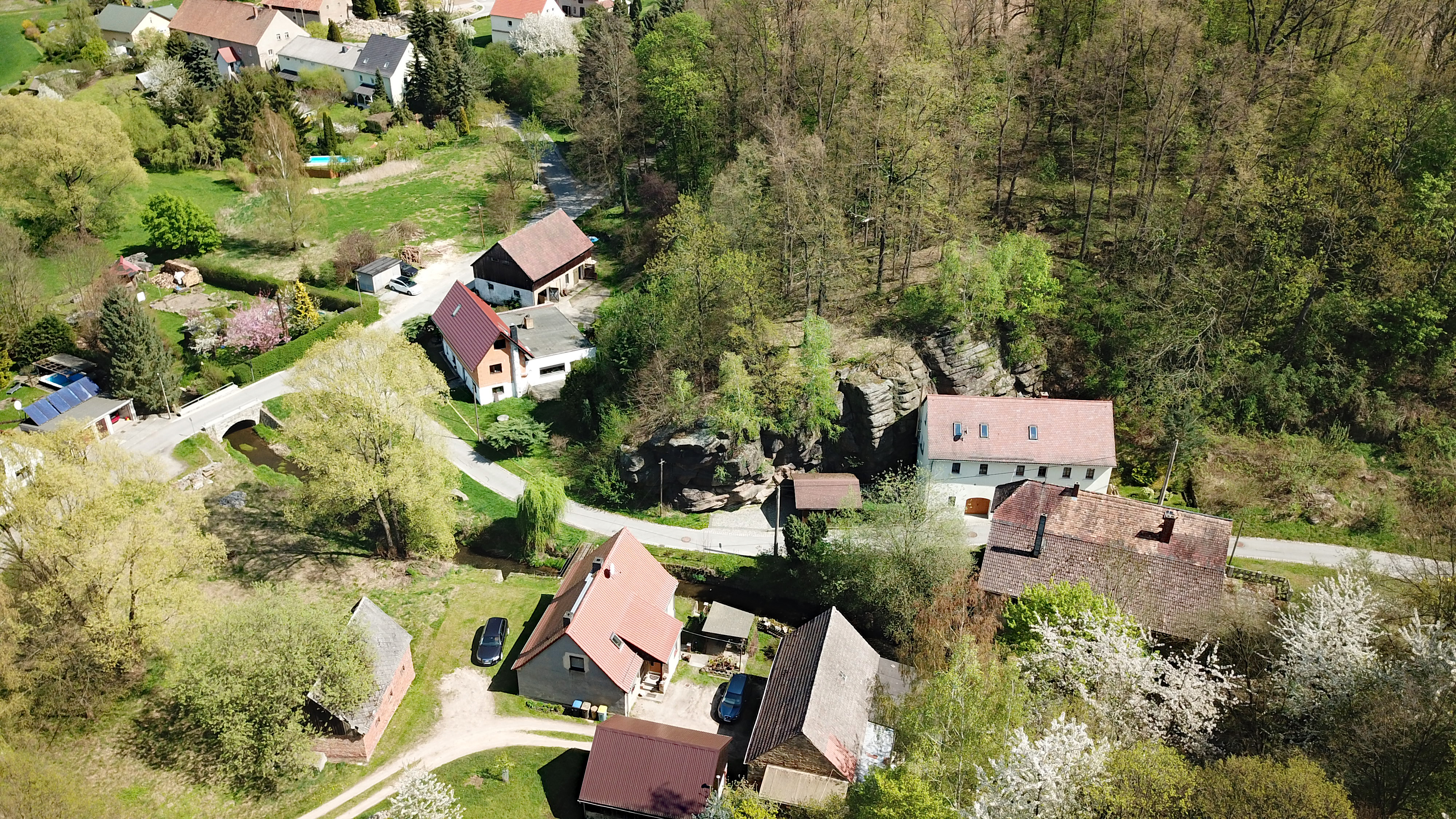

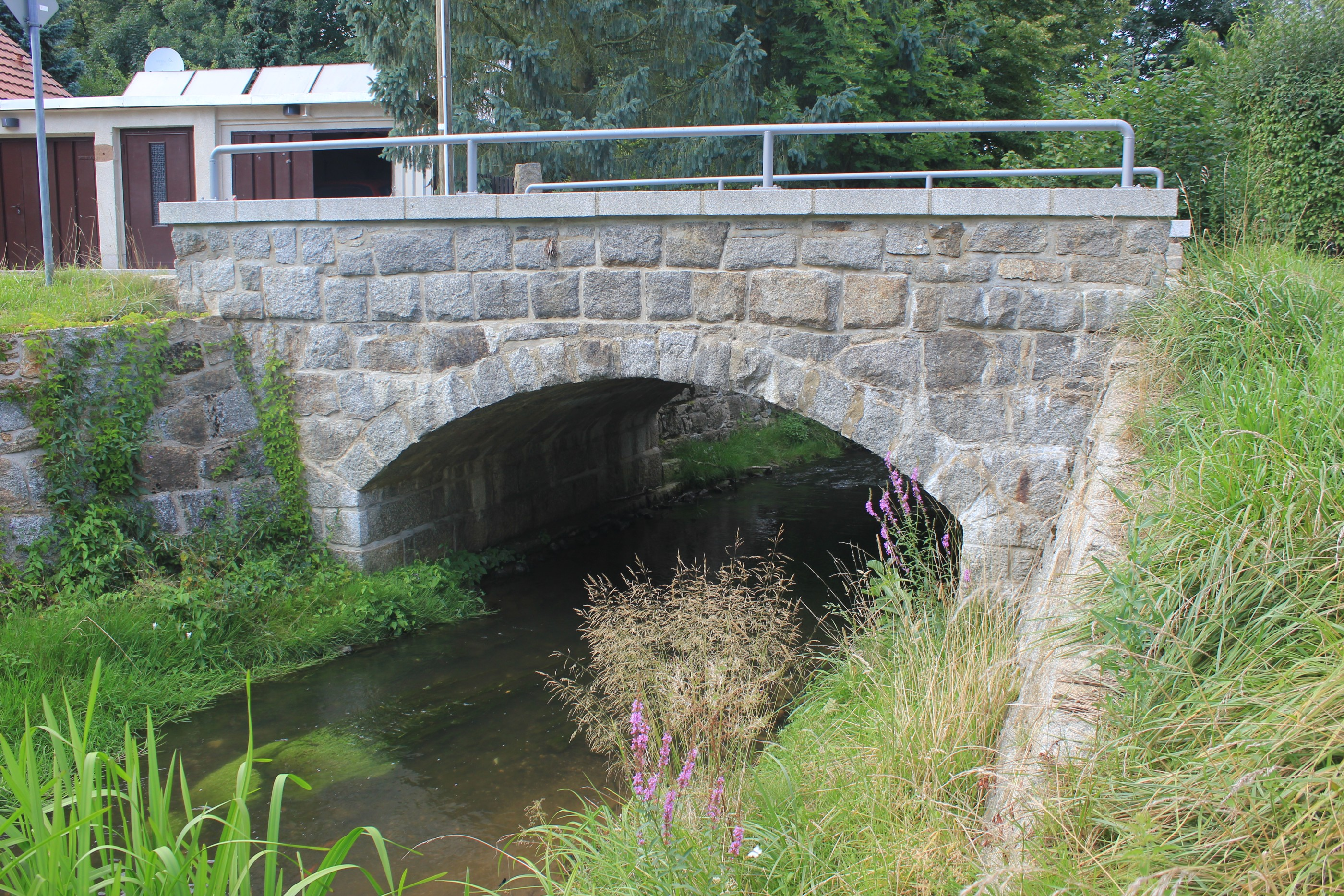
Арочный мост. Памятник культуры и истории земли Саксония

Да́рен или Да́рин (нем. Dahren; в.-луж. Darin) — деревня в Верхней Лужице, Германия. Входит в состав коммуны Гёда района Баутцен в земле Саксония. Подчиняется административному округу Дрезден.

## География
Соседние деревни: на северо-востоке — деревня Дебишков, на востоке — деревня Бошерицы, на юге-востоке — административный центр коммуны Гёда и на западе — деревня Нездашецы и на севере — деревня Бечицы.

## История
Деревня имеет древнеславянскую круговую структуру построения жилых домов. Впервые упоминается в 1373 году под наименованием Darin/ Daryn.
С 1923 года входит в состав современной коммуны Гёда.
В настоящее время деревня входит в состав культурно-территориальной автономии «Лужицкая поселенческая область», на территории которой действуют законодательные акты земель Саксонии и Бранденбурга, содействующие сохранению лужицких языков и культуры лужичан.
Исторические немецкие наименования:
- Daryn, Darin, Daren, 1373
- Daryn, 1447
- Tharan, 1551
- Darn, 1585
- Dorein, 1586
- Dahren, 1791

## Население
Официальным языком в населённом пункте, помимо немецкого, является также верхнелужицкий язык.
Согласно статистическому сочинению «Dodawki k statisticy a etnografiji łužickich Serbow» Арношта Муки в 1884 году проживало 89 человек (из них — 72 серболужичанина (81 %)).
| 1834 | 1871 | 1890 | 1910 | 1925 | 2011 | 2016 |
| ---- | ---- | ---- | ---- | ---- | ---- | ---- |
| 66   | 72   | 77   | 71   | 36   | 36   | 39   |

## Достопримечательности
Памятники культуры и истории земли Саксония
- Арочный мост около дома 9а, XIX век (№ 09250255)
- Жилой дом, д. 4, XIX век (№ 09251313)
- Жилой дом с двумя колоннами, д. 1, 1807 год (№ 09251311)
- Гостиный дом, д. 3, 1800 год (№ 09251314)